# Atletism la Jocurile Olimpice de vară din 2000 - 5.000 m (feminin)
Proba de 5.000 de metri feminin de la Jocurile Olimpice de vară din 2000 a avut loc în perioada 22-25 septembrie 2000 pe stadionul Australia.

## Recorduri
Înaintea acestei competiții, recordurile mondiale și olimpice erau următoarele:
| Record  | Atletă            | Timp     | Loc                    | Data              |
| ------- | ----------------- | -------- | ---------------------- | ----------------- |
| Mondial | Jiang Bo (CHN)    | 14:28,09 | Shanghai, China        | 23 octombrie 1997 |
| Olimpic | Junxia Wang (CHN) | 14:59,88 | Atlanta, Statele Unite | 28 iulie 1996     |

## Rezultate

### Calificări
S-au calificat în finală primele patru atlete din fiecare serie (C) și următoarele atlete cu cei mai buni 3 timpi (c). 

#### Seria 1
| Loc | Atletă                | Țară                       | Timp     | Note |
| --- | --------------------- | -------------------------- | -------- | ---- |
| 1   | Sonia O'Sullivan      | Irlanda                    | 15:07,91 | C    |
| 2   | Jo Pavey              | Marea Britanie             | 15:08,82 | C PB |
| 3   | Gete Wami             | Etiopia                    | 15:08,92 | C    |
| 4   | Lydia Cheromei        | Kenya                      | 15:09,32 | C    |
| 5   | Daniela Iordanova     | Bulgaria                   | 15:10,08 | c RN |
| 6   | Benita Willis         | Australia                  | 15:21,37 | PB   |
| 7   | Elva Dryer            | Statele Unite ale Americii | 15:23,99 |      |
| 8   | Rosemary Ryan         | Irlanda                    | 15:33,05 |      |
| 9   | Nora Leticia Rocha    | Mexic                      | 15:38,72 |      |
| 10  | Michiko Shimizu       | Japonia                    | 15:48,20 |      |
| 11  | Dulce Maria Rodriguez | Mexic                      | 15:54,17 |      |
| 12  | Yamna Belkacem        | Franța                     | 16:08,49 |      |
| 13  | Helena Javornik       | Slovenia                   | 16:09,60 |      |
| 14  | Elisa Cobañea         | Argentina                  | 16:16,58 |      |
| 15  | Nebiat Habtemariam    | Eritreea                   | 16:30,41 | RN   |
| 16  | Maysa Hussain Matrood | Irak                       | 17:17,58 |      |
|     | Restituta Joseph      | Tanzania                   | NS       |      |

#### Seria 2
| Loc | Atletă              | Țară                       | Timp     | Note |
| --- | ------------------- | -------------------------- | -------- | ---- |
| 1   | Rose Cheruiyot      | Kenya                      | 15:13,18 | C    |
| 2   | Ayelech Worku       | Etiopia                    | 15:13,26 | C    |
| 3   | Olga Egorova        | Rusia                      | 15:14,34 | C    |
| 4   | Irina Mikitenko     | Germania                   | 15:14,76 | C    |
| 5   | Susanne Pumper      | Austria                    | 15:16,66 |      |
| 6   | Roberta Brunet      | Italia                     | 15:27,32 |      |
| 7   | Amy Rudolph         | Statele Unite ale Americii | 15:28,91 |      |
| 8   | Sonja Stolic        | Iugoslavia                 | 15:38,96 |      |
| 9   | Megumi Tanaka       | Japonia                    | 15:39,83 |      |
| 10  | Marta Dominguez     | Spania                     | 15:45,07 |      |
| 11  | Hrisostomia Iakovou | Grecia                     | 15:46,48 |      |
| 12  | Samukeliso Moyo     | Zimbabwe                   | 15:47,76 |      |
| 13  | Zhor El Kamch       | Maroc                      | 16:02,50 |      |
| 14  | Anne Cross          | Australia                  | 16:07,18 |      |
| 15  | Andrea Whitcombe    | Marea Britanie             | 16:15,82 |      |
| 16  | Maggie Chan         | Hong Kong                  | 16:20,43 |      |

#### Seria 3
| Loc | Atletă                    | Țară                       | Timp     | Note |
| --- | ------------------------- | -------------------------- | -------- | ---- |
| 1   | Gabriela Szabo            | România                    | 15:08,36 | C    |
| 2   | Worknesh Kidane           | Etiopia                    | 15:08,62 | C    |
| 3   | Tatiana Tomașova          | Rusia                      | 15:08,92 | C    |
| 4   | Jeļena Čelnova-Prokopčuka | Letonia                    | 15:09,45 | C    |
| 5   | Vivian Cheruiyot          | Kenya                      | 15:11,11 | c PB |
| 6   | Olivera Jevtić            | Iugoslavia                 | 15:11,25 | c RN |
| 7   | Yoshiko Ichikawa          | Japonia                    | 15:23,41 |      |
| 8   | Beatriz Santiago          | Spania                     | 15:31,94 |      |
| 9   | Kate Anderson-Richardson  | Australia                  | 15:45,34 |      |
| 10  | Inga Juodeškienė          | Lituania                   | 15:46,37 |      |
| 11  | Anne Marie Letko          | Statele Unite ale Americii | 15:47,78 |      |
| 12  | Ebru Kavaklioglu          | Turcia                     | 15:49,15 |      |
| 13  | Breda Dennehy-Willis      | Irlanda                    | 15:49,58 |      |
| 14  | Diane Nukuri              | Burundi                    | 16:38,30 | PB   |
| 15  | Catherine Chikwakwa       | Malawi                     | 16:39,82 | PB   |
| 16  | Priscilla Mamba           | Eswatini                   | 17:30,04 | RN   |
| 17  | Baatarkhüügiin Battsetseg | Mongolia                   | 18:22,98 |      |

### Finala
| Loc | Atletă                    | Țară           | Timp     | Note |
| --- | ------------------------- | -------------- | -------- | ---- |
| 1   | Gabriela Szabo            | România        | 14:40,79 | RO   |
| 2   | Sonia O'Sullivan          | Irlanda        | 14:41,02 | RN   |
| 3   | Gete Wami                 | Etiopia        | 14:42,23 |      |
| 4   | Ayelech Worku             | Etiopia        | 14:42,67 |      |
| 5   | Irina Mikitenko           | Germania       | 14:43,59 |      |
| 6   | Lydia Cheromei            | Kenya          | 14:47,35 | PB   |
| 7   | Werknesh Kidane           | Etiopia        | 14:47,40 | PB   |
| 8   | Olga Egorova              | Rusia          | 14:50,31 |      |
| 9   | Jeļena Čelnova-Prokopčuka | Letonia        | 14:55,46 |      |
| 10  | Daniela Iordanova         | Bulgaria       | 14:56,95 | RN   |
| 11  | Rose Cheruiyot            | Kenya          | 14:58,07 |      |
| 12  | Jo Pavey                  | Marea Britanie | 14:58,27 | PB   |
| 13  | Tatiana Tomașova          | Rusia          | 15:01,28 |      |
| 14  | Vivian Cheruiyot          | Kenya          | 15:25,67 |      |
|     | Olivera Jevtić            | Iugoslavia     | NT       |      |